# Línea 501 (Pilar)
La línea 501B es un servicio de transporte urbano. Su recorrido contempla estaciones entre el Barrio Luchetti, en Villa Rosa, hasta la Estación Villa Astolfi, en Pilar. 